# Nils Olav Fjeldheim
Nils Olav Fjeldheim (Tysvær, Rogaland, 18 de abril de 1977) é um ex-canoísta norueguês especialista em provas de velocidade.

## Carreira
Foi vencedor da medalha de bronze em K-2 1000 m em Atenas 2004, junto com o seu colega de equipa Eirik Verås Larsen.